# 埃珀涅
埃珀涅（法語：Épeugney，法語發音：[epøɲɛ]）是法国杜省的一个市镇，属于贝桑松区。

## 地理
埃珀涅（47°7'3"N, 6°1'28"E）面积13.95 平方千米，位于法国勃艮第-弗朗什-孔泰大區杜省，该省份为法国东部内陆省份，北起上索恩省，西接汝拉省，东部及东南部与瑞士接壤，东北部与贝尔福地区省接壤。
与埃珀涅接壤的市镇（或旧市镇、城区）包括：皮热、蒙特龙堡、吕雷、塞-迈西耶尔、卡德梅讷。

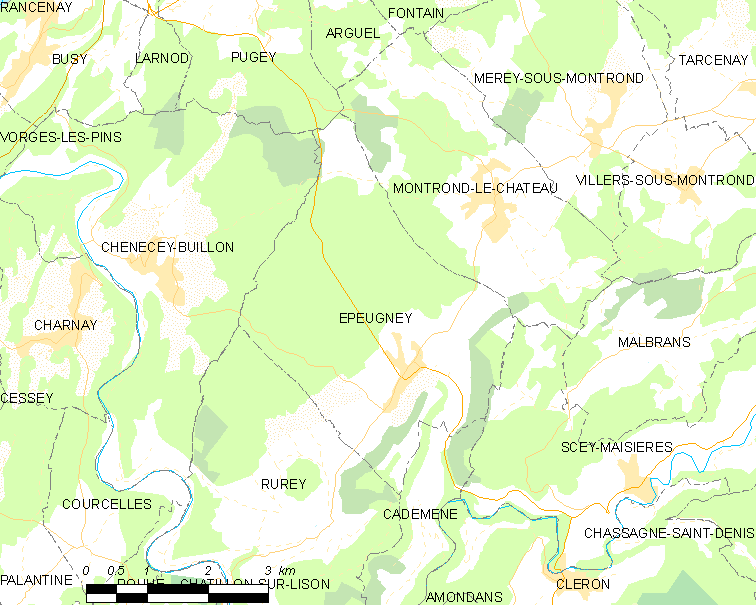
埃珀涅的OSM定位图

埃珀涅的时区为UTC+01:00、UTC+02:00（夏令时）。

## 行政
埃珀涅的邮政编码为25290，INSEE市镇编码为25220。

## 政治
埃珀涅所属的省级选区为圣维特县。

## 人口

1962-2008年间埃珀涅人口变化图示

埃珀涅于2022年1月1日时的人口数量为599人。